# The Hershey Company

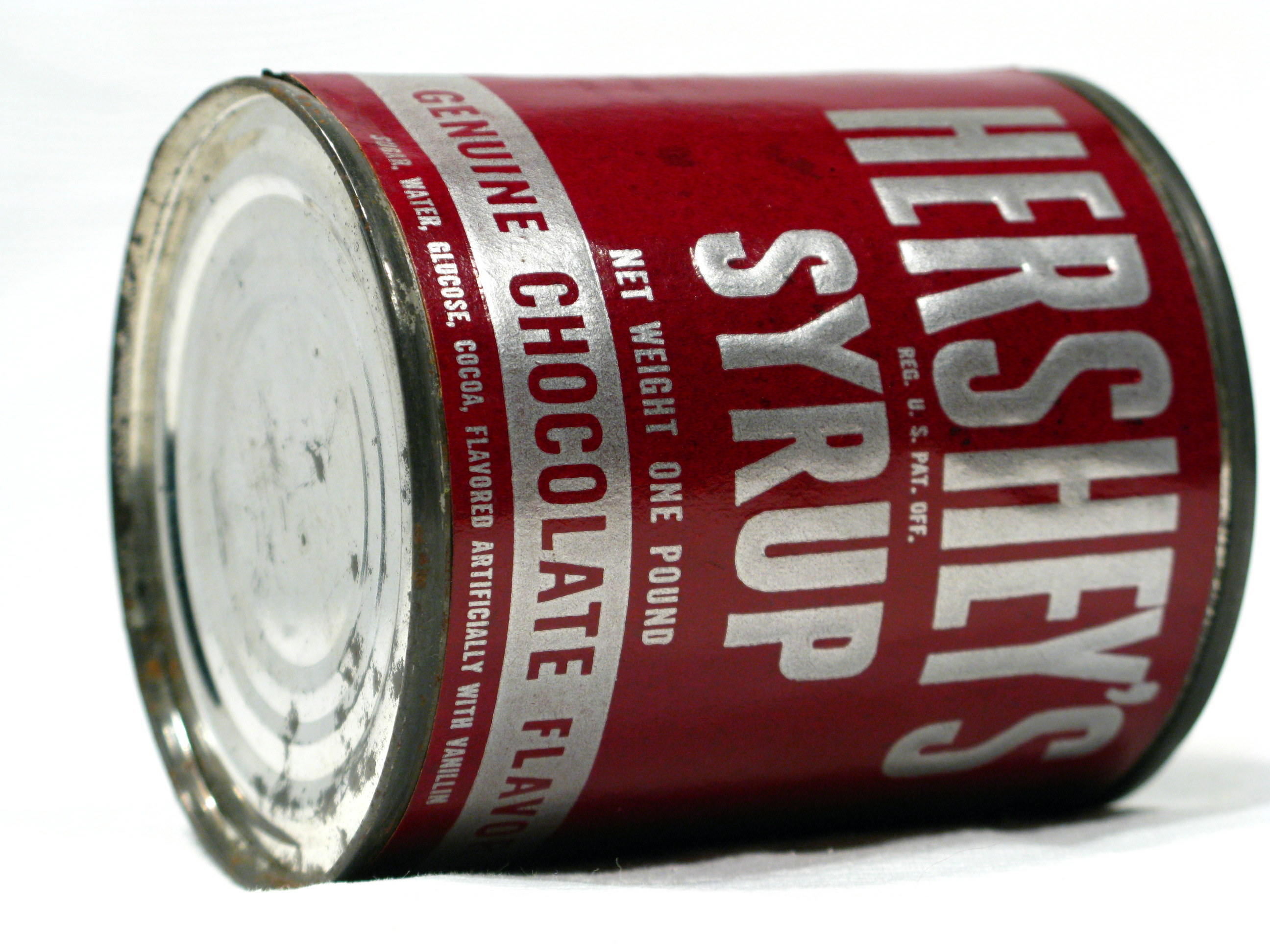
Hershey's Syrup 1950s

Hershey Company är tillverkare av chokladprodukter med huvudkontor i Hershey i Pennsylvania. Företaget hör till världens största tillverkare av  choklad. Företaget grundades 1894 av Milton S. Hershey som Hershey Chocolate Company och tillverkar utöver choklad även andra sorters konfektyrer.
Bolaget har fabriker i bland annat Smiths Falls (i Ontario i Kanada) och Oakdale i Kalifornien.

## Varumärken
- Reese's Peanut Butter Cups